# Locomotion Nº 1
Locomotion Nº 1 (originalmente denominada Active) foi a primeira locomotiva a vapor que já existiu operacionalmente, construída para a Stockton and Darlington Railway por George Stephenson em 1825.
Em 27 de setembro de 1825, a Locomotion transportou o primeiro trem da Stockton and Darlington Railway, tornando-se a primeira locomotiva a operar em uma via férrea pública. Após esta ocasião, a locomotiva foi rotineiramente utilizada nesta ferrovia até julho de 1828, quando sua caldeira explodiu, matando seu maquinista e avariando drasticamente a locomotiva. Após sua restauração, continuou sendo amplamente utilizada na ferrovia até 1841, quando foi transformada em um motor estacionário. Em razão da rápida evolução tecnológica envolta da criação de locomotivas na época, a Locomotion ficou rapidamente obsoleta e, em 1857 foi preservada e exposta em um museu, em função de sua importância histórica.